# Cómplices al rescate: el gran final
Cómplices al Rescate: El Gran Final é a quarta trilha sonora da telenovela mexicana Cómplices al rescate. Foi lançada em 2002 no México, pela gravadora Sony BMG. No México, o álbum foi certificado disco de ouro por 50.000 cópias vendidas em todo mundo.

## Informações
Cómplices al Rescate: El Gran Final é a quarta e última trilha sonora de Cómplices al Rescate, contendo músicas interpretadas pelo próprio elenco: Daniela Luján, Martín Ricca, Fabián Chávez e os "Cómplices", Alejandro Speitzer, Ramiro Torres, Vadhir Derbez, Martha Sabrina, Dulce María López e Diego Amozurrutia. Todas as músicas, inclusive a canção-tema, foram regravadas. Isso pela atriz Daniela Luján ter substituído a atriz Belinda na segunda fase da novela e a entrada do ator Martín Ricca ao elenco. O álbum também se destaca por ter músicas de sucesso de outras novelas anteriores da produtora executiva Rosy Ocampo, produtora também desta novela. Músicas como "Locos de Amor", "Es Tiempo de Amar", "Amistad" e "Ven Conmigo" da novela El Diario de Daniela de 1999 e "Alcanzar la Libertad", "El Ritmo de la Vida" e "La Fuerza de la Amistad" da novela Amigos X Siempre de 2000. Coincidentemente, Luján que fez El Diario de Daniela e Ricca que também fez El Diario de Daniela e Amigos X Siempre, regravaram suas canções das respectivas novelas.

## Faixas
| N.º            | Título                    | Compositor(es)                                   | Intérprete(s)                        | Duração |  |
| 1.             | "Cómplices al Rescate"    | Christina Abaroa Alejandro Abaroa Pablo Aguirre  | Daniela Luján Martín Ricca Cómplices | 2:57    |  |
| 2.             | "Locos de Amor"           | Abaroa Abaroa Aguirre Salvador Núñez             | Luján Ricca                          | 3:38    |  |
| 3.             | "Alcanzar la Libertad"    | Abaroa Jesús Flores                              | Cómplices                            | 3:36    |  |
| 4.             | "No Tardes Más"           |                                                  | Luján                                | 4:09    |  |
| 5.             | "Es Tiempo de Amar"       | Abaroa Abaroa Aguirre Núñez                      | Luján Cómplices                      | 3:23    |  |
| 6.             | "El Ritmo de la Vida"     | Abaroa Abaroa Aguirre                            | Ricca Fábian Chávez Cómplices        | 4:19    |  |
| 7.             | "Amistad"                 | Abaroa Hector Buquet Corleto Jorge Alberto Nazar | Luján Ricca Cómplices                | 2:46    |  |
| 8.             | "No Me Rompas el Corazón" |                                                  | Ricca                                | 3:30    |  |
| 9.             | "La Fuerza de la Amistad" | Abaroa Flores                                    | Ricca Cómplices                      | 3:05    |  |
| 10.            | "Ven Conmigo"             | Abaroa Abaroa Aguirre Núñez                      | Luján Ricca Cómplices                | 4:03    |  |
| Duração total: | Duração total:            | Duração total:                                   | Duração total:                       | 35:26   |  |

## Singles
| #  | Título                 | LATIN POP | LATIN TROP |
| -- | ---------------------- | --------- | ---------- |
| 1. | "Cómplices al Rescate" | #31       | #11        |

## Prêmios e indicações
Em 2003, o álbum foi indicado ao Latin Grammy Awards na categoria "Melhor Álbum Infantil Latino", porém perdeu para Só Para Baixinhos 3: Country da apresentadora brasileira Xuxa Meneghel.

## Charts
| Chart (2002)               | Posição |
| -------------------------- | ------- |
| Billboard Top Latin Albums | 34      |
| Chart (2003)               | Posição |
| Billboard Latin Pop Albums | 15      |
| Billboard Top Latin Albums | 34      |